# Nacktrückenflughunde

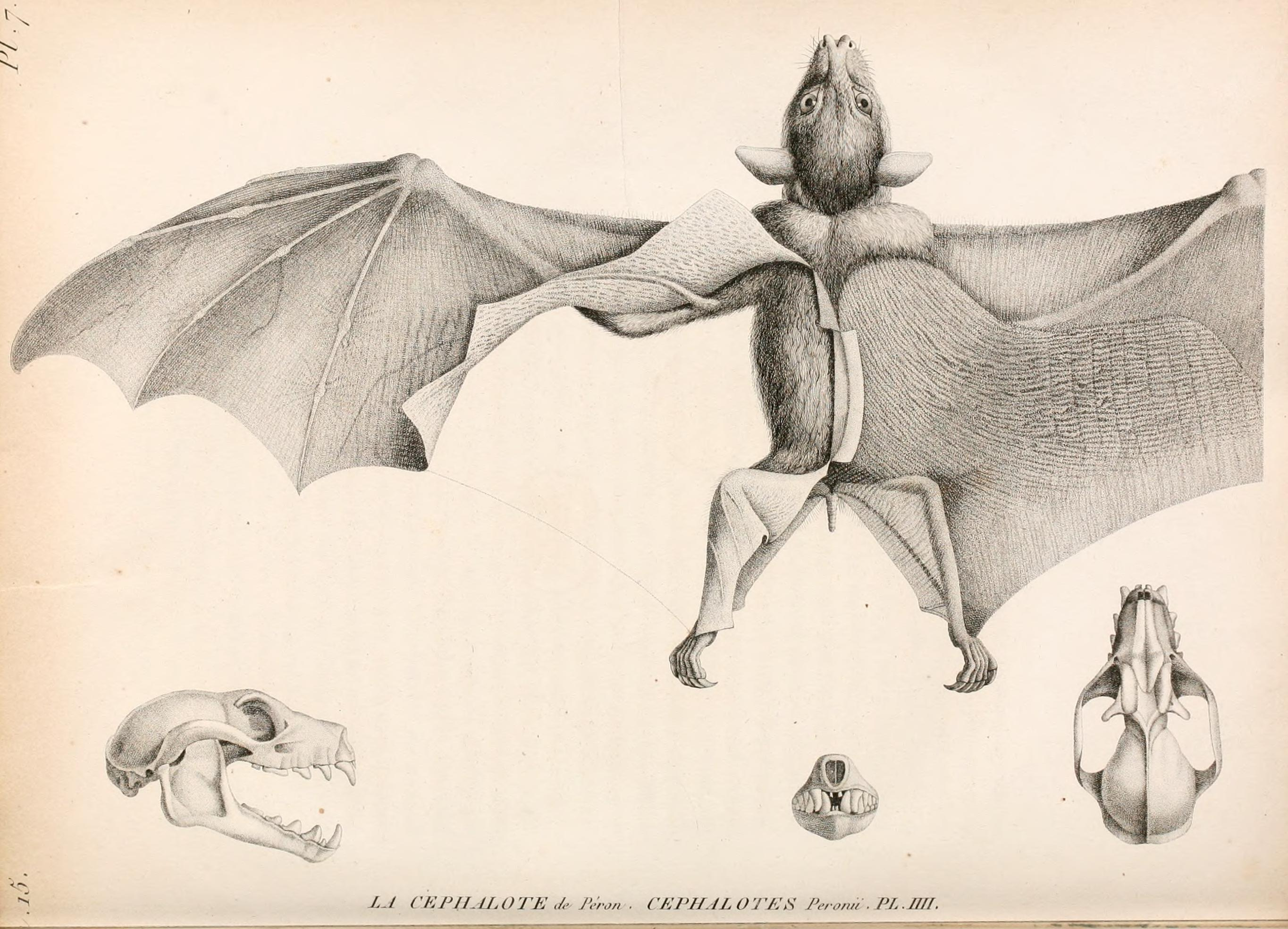
Dobsonia peronii, Illustration

Die Nacktrückenflughunde sind eine Gattungsgruppe innerhalb der Familie der Flughunde (Pteropodidae). Die Gruppe umfasst zwei Gattungen (Dobsonia mit rund 15 Arten; und Aproteles mit einer Art, Aproteles bulmerae).

## Beschreibung und Lebensweise
Ihren Namen verdanken sie der Tatsache, dass ihre spärlich behaarten Flughäute nicht wie bei den meisten anderen Flughundarten von den Flanken ausgehen, sondern direkt vom Rückgrat, was den Eindruck einer nackten Rückseite ergibt. Weitere Kennzeichen sind die zugespitzten Ohren sowie das Fehlen der Kralle an den zweiten Fingern (die bei den meisten Flughunden vorhanden ist).
Das Fell dieser Tiere ist graubraun gefärbt, sie erreichen eine Kopf-Rumpf-Länge von 10 bis 24 Zentimeter und ein Gewicht von 70 bis 600 Gramm. Die Schwanzlänge beträgt 19 bis 39 mm. Dobsonia minor ist die kleinste, Dobsonia magna und Aproteles bulmerae sind die größten Arten.
Sie sind Waldbewohner, schlafen aber im Gegensatz zu vielen anderen Flughundarten anscheinend bevorzugt in Höhlen, Felsspalten oder hohlen Bäumen statt in Bäumen. Manche Arten wie zum Beispiel D. magna bilden dabei große, mehrere tausend Tiere umfassende Kolonien, man findet aber auch immer wieder einzelgängerische Tiere. In der Nacht gehen sie auf Nahrungssuche, sie ernähren sich vorwiegend von Früchten.
Über die Fortpflanzung ist nicht viel bekannt, trächtige oder säugende Weibchen wurden in fast allen Monaten beobachtet, man nimmt an, dass sie ein- oder zweimal im Jahr meist ein einzelnes Jungtier zur Welt bringen. Die Jungen sind nach zwei Jahren geschlechtsreif.

## Verbreitung und Bedrohung
Das Verbreitungsgebiet der Nacktrückenflughunde umfasst das östliche Indonesien (von Sulawesi und Bali an ostwärts), Neuguinea, die Salomonen sowie das nordöstliche Australien. Eine Art, Dobsonia chapmani, lebt auf den Philippinen, diese galt als ausgestorben, ehe sie 2001 auf Cebu und 2003 auf Negros wiederentdeckt wurde.
Die Zerstörung des Lebensraumes stellt die Hauptbedrohung dieser Tiere dar. Dobsonia chapmani, die auf den Philippinen-Inseln Negros und Cebu vorkommt, ist aufgrund großflächiger Waldrodungen und der Förderung von Guano in ihren Wohnhöhlen vom Aussterben bedroht. Aproteles bulmerae, die nur vereinzelt auf Neuguinea vorkommt, gilt als akut bedroht, drei weitere Arten gelten laut IUCN als bedroht oder gefährdet.

## Anmerkung
Die Systematik der Flughunde basiert weitgehend auf der phylogenetischen Untersuchung von Kate E. Jones u. a.: A Phylogenetic Supertree of Bats. Die Autoren verwenden für die Taxa keinen Rang im klassischen Sinn. Die Bezeichnung dieser Gruppe als Tribus mit der Endung -ini ist daher willkürlich gewählt, manchmal findet man dieses Taxon auch als Dobsoniina.